# Franz Wolf (Physiker)
Franz Adalbert Eduard Robert Wolf (* 17. Juni 1898 in Heidelberg; † 1. März 1984 in Karlsruhe) war ein deutscher Physiker.

## Leben

### Familie und Ausbildung
Franz Wolf, Sohn des Astronomen und Direktors der Landessternwarte Heidelberg-Königstuhl Max Wolf und dessen Ehegattin Gisela geborene Merx, wurde nach dem Abitur als Soldat in den Ersten Weltkrieg eingezogen. Im Anschluss widmete er sich dem Studium der Mathematik und Physik an der Ruprecht-Karls-Universität Heidelberg. Im Jahr 1924 wurde er zum Dr. phil. nat. promoviert. Daneben absolvierte er das Staatsexamen für das Lehramt an höheren Schulen in den Fächern Mathematik, Physik, Chemie, Geologie, Mineralogie, Philosophie und Literaturgeschichte.
Wolf heiratete im Jahr 1931 die Studienreferendarin Mally Luise Theodora Untermann. Aus dieser Verbindung entstammte der Sohn Konrad. Er Franz Wolf starb Anfang März 1984 im Alter von 85 Jahren in Karlsruhe.

### Beruflicher Werdegang
Franz Wolf trat nach seiner Promotion eine Stelle als Studienreferendar an, 1926 wechselte er als Assistent von Carl Ramsauer an das Physikalische Institut der Technischen Hochschule in Danzig, 1927 habilitierte er sich als Privatdozent für Experimentelle und Theoretische Physik. Wolf, der in den Jahren 1928 bis 1932 vertretungsweise die Leitung des Physikalischen Instituts innehatte, wurde 1934 zum außerplanmäßigen Professor befördert.
1937 folgte Wolf in der Nachfolge Walter Weizels einem Ruf als nichtbeamteter außerordentlicher Professor und Leiter des Instituts für Theoretische Physik an der Technischen Hochschule Karlsruhe, 1940 erfolgte seine Ernennung zum planmäßigen außerordentlichen Professor. Darüber hinaus übernahm Franz Wolf bis 1945 Vertretungen in Dresden, Göttingen sowie seit 1942 in Freiburg.
Nachdem er 1946 zeitweilig auf Weisung der Militärregierung freigestellt worden war, erhielt er 1950 die Amtsbezeichnung und die akademischen Rechte eines ordentlichen Professors an der Technischen Hochschule Karlsruhe. Zusätzlich wurde ihm die Leitung des Instituts für Theoretische Physik übertragen. Franz Wolf wurde 1961 zum ordentlichen Professor befördert, 1966 wurde er emeritiert. Wolf trat insbesondere durch Beiträge betreffend sein Fachgebiet hervor.

## Publikationen
- Die schnellbewegten Elektronen, Stand und Entwicklung der heutigen Kenntnis, mit besonderer Rücksicht auf die Vorgänge beim radioaktiven Zerfall.  Friedrich Vieweg, Braunschweig, 1925
- Über die Elektronengeschwindigkeiten beim normalen und selektiven lichtelektrischen Effekt. J. A. Barth, Leipzig, 1927
- Wolfgang Gaede : dem Schöpfer des Hochvakuums, Professor der Physik in Karlsruhe 1919-1934,zum Gedächtnis; Vortrag gehalten an der Technischen Hochschule Fridericiana zu Karlsruhe am 9. Mai 1947. Müller, Karlsruhe, 1947
- Grundzüge der Physik. 2. revidierte Auflage, G. Braun, Karlsruhe, 1962